# Pseudanos gracilis
Pseudanos gracilis är en fiskart som först beskrevs av Kner, 1858.  Pseudanos gracilis ingår i släktet Pseudanos och familjen Anostomidae. Inga underarter finns listade i Catalogue of Life.